# Alphonse Ouimet
J. Alphonse Ouimet, CC (12 de junho de 1908 - 20 de dezembro de 1988) foi presidente da Canadian Broadcasting Corporation (CBC) de 1958 a 1967.

## Biografia
Nascido em Montreal, Ouimet obteve um diploma em engenharia elétrica da Universidade McGill em 1932. No mesmo ano, ele ajudou a projetar, construir e demonstrar o primeiro aparelho de televisão canadense. Em 1934, ingressou na Canadian Radio Broadcasting Commission, que se tornou a CBC, e foi responsável pela criação e execução do serviço nacional de rádio da emissora. Ele esteve estritamente envolvido no lançamento da transmissão de televisão da CBC.
Depois de se retirar da empresa Ouimet se tornou em 1969 presidente da Telesat Canada, que construiu e lançou muitos dos satélites de comunicações do Canadá. Ele se aposentou em 1980.
Em 1968, ele foi agraciado com a Ordem do Canadá.